# 阿山黄堇
阿山黄堇（学名：Corydalis nobilis）为罂粟科紫堇属下的一个种。

## 扩展阅读
- 維基物種上的相關：阿山黄堇